# Quentin Bigot
Quentin Bigot (Hayange, 1 de diciembre de 1992) es un deportista francés que compite en atletismo. Ganó una medalla de plata en el Campeonato Mundial de Atletismo de 2019, en la prueba de lanzamiento de martillo.

## Palmarés internacional
| Campeonato Mundial | Campeonato Mundial | Campeonato Mundial | Campeonato Mundial |
| Año                | Lugar              | Medalla            | Prueba             |
| ------------------ | ------------------ | ------------------ | ------------------ |
| 2019               | Doha (Catar)       | Medalla de plata   | Martillo           |